# Kijevska oblast
Kijevska oblast (ukrajinski: Київська область, Kyivs’ka oblast’, Kyivshchyna) administrativna je oblast koja se nalazi se u središnjoj Ukrajini. Upravno središte oblasti je grad Kijev koji je ujedno i glavni grad Ukrajine.

## Zemljopis
Kijevska oblast ima ukupnu površinu 28.131 km2 te je osma oblast po veličini, u njoj prema popisu stanovništva iz 2001. godine živi 1.827.900, te je prema broju stanovnika deseta oblast po veličini u Ukrajini. 1.053.500 (57,6 %)  stanovnika živi u urbanim područjima, dok 774.400 (42,4 %) stanovnika živi u ruralnim područjima.
Kijevska oblast graniči na zapadu sa Žitomirskom oblasti, na jugozapadu s Viničkom oblasti, na jugu s Černovačkom oblasti, na jugoistoku s Poltavskom oblasti te na sjeveru i sjeveroistoku s Čerkaškom oblasti u Ukrajini i Gomeljskom oblasti u Bjelorusiji.

## Stanovništvo
Ukrajinci su najbrojniji narod u oblasti i ima ih 1.684.800 što je 92,5 % ukupnoga stanovništva oblasti.
- Ukrajinci: 92,5 %
- Rusi: 6 %
- Bjelorusi: 0,5 %
- Poljaci: 0,2 %
- Moldavci, Židovi i Armenci svaki po 0,1 %

Ukrajinskim jezikom kao materinjim govori 92,3 % stanovništva što je za 4 % više nego prema popisu iz 1989. godine, dok ruskim jezikom kao materinjim govori 7,2 % stanovništva.

## Administrativna podjela
Kijevska oblast dijeli se na 25 rajona i 26 gradova od kojih njih 12 ima viši administrativni stupanj, također oblast ima i 30 malih gradova i 1127 naselja.

## Vanjske poveznice
- Službena stranica oblasti  Arhivirana inačica izvorne stranice od 16. svibnja 2008. (Wayback Machine)

### Ostali projekti
|  | Zajednički poslužitelj ima još gradiva o temi Kijevska oblast |